# 第6通信大隊
第6通信大隊（だいろくつうしんだいたい、JGSDF 6th Signal Battalion ）は、山形県東根市の神町駐屯地に駐屯する、第6師団隷下のシステム通信科部隊である。大隊長は師団司令部の通信課長を兼任している。

## 沿革
第6通信隊
- 1954年（昭和29年）10月15日：第6管区隊編成に伴い、第6通信隊として編成。

第6通信大隊
- 1962年（昭和37年）8月15日：第6管区隊の第6師団への改編により、第6通信大隊に改編。
- 2006年（平成18年）3月27日：後方支援体制変換に伴い、整備部門を第6後方支援連隊第1整備大隊通信電子整備隊へ移管。
- （時期不明）：師団通信システムを配備。
- 2018年（平成30年）：野外通信システムを配備。

## 部隊編成
- 第6通信大隊本部
- 第6通信大隊本部付隊「6通-本」
- 第1通信中隊「6通-1」
- 第2通信中隊「6通-2」

## 整備支援部隊
- 第6後方支援連隊第1整備大隊通信電子整備隊「6後支-1整-通」（神町駐屯地）：2006年（平成18年）3月27日から

## 主要幹部
| 官職名        | 階級    | 氏名       | 補職発令日 | 前職 |
| ------------- | ------- | ---------- | ---------- | ---- |
| 第6通信大隊長 | 2等陸佐 | 阿比留幸文 |            |      |

| 代 | 氏名       | 在職期間                        | 前職 | 後職                           |
| -- | ---------- | ------------------------------- | ---- | ------------------------------ |
|    | 矢島源太郎 | 1954年10月 - 1955年03月         |      | 陸上幕僚監部通信課             |
|    | 三上憲次   | 1955年03月 - 1957年08月         |      | 通信学校                       |
|    | 菅野六郎   | 1957年08月 - 1959年08月         |      | 通信補給処                     |
|    | 竹内吉治   | 1959年08月 - 1961年12月         |      | 幹部学校                       |
|    | 渡辺弘     | 1961年12月 - 1965年03月         |      | 通信学校                       |
|    | 赤塚善之助 | 1965年03月 - 1967年03月         |      | 通信学校                       |
|    | 佐藤輝男   | 1967年03月 - 1969年03月         |      | 通信学校                       |
|    | 濱中十三雄 | 1969年03月 - 1972年07月         |      | 東北方面通信群                 |
|    | 平野芳信   | 1972年07月 - 1974年07月         |      | 西部方面通信群                 |
|    | 杉本泰隆   | 1974年07月 - 1976年03月         |      | 通信補給処                     |
|    | 鎌田義伸   | 1976年03月 - 1978年07月         |      | 陸上幕僚監部防衛部             |
|    | 川崎浅夫   | 1978年08月 - 1980年03月         |      | 陸上幕僚監部装備部             |
|    | 宮本芳昌   | 1980年03月 - 1982年08月         |      | 中部方面通信群長               |
|    | 許斐泰圭   | 1982年08月 - 1985年03月         |      |                                |
|    | 猪狩正道   | 1985年03月 - 1987年03月         |      | 通信保全監査隊長               |
|    | 重藤馨     | 1987年03月 - 1989年03月         |      | 東部方面通信群長               |
|    | 川合正俊   | 1989年03月 - 1991年03月         |      | 東北方面通信群長、開発実験団長 |
|    | 川瀬昌俊   |                                 |      | 東部方面通信群長               |
|    | 河本宏章   |                                 |      | 自衛隊和歌山地方協力本部長     |
|    | 堀江祐一   | 2004年08月01日 - 2005年07月31日 |      | 陸上自衛隊高等工科学校長       |
|    | 小松広志   | 2005年08月01日 - 2007年03月22日 |      |                                |
|    | 末田毅     | 2007年03月23日 - 2009年03月23日 |      | 東部方面通信群長               |
|    | 小原誠也   | 2009年03月24日 -                |      |                                |
|    |            |                                 |      |                                |
|    | 阿比留幸文 |                                 |      |                                |

## 主要装備
- 師団通信システム
- 野外通信システム
- 高機動車
- 衛星単一通信可搬局装置 JMRC-C4
- 衛星単一通信携帯局装置 JPRC-C1
- 1/2tトラック / 73式小型トラック
- 1 1/2tトラック / 73式中型トラック
- 3 1/2tトラック / 73式大型トラック
- 12.7mm重機関銃M2
- 89式5.56mm小銃
- 9mm拳銃